# 亞歷山大高原鰍
亞歷山大高原鰍（學名：Triplophysa alexandrae）為輻鰭魚綱鯉形目條鰍科高原鰍屬的其中一種。分布於中國四川省淡水流域，生活習性不明。

## 扩展阅读
維基物種上的相關：亞歷山大高原鰍